# Ауасте
А́уасте (ест. Auaste küla) — село в Естонії, у волості Ляене-Ніґула повіту Ляенемаа.

## Населення
Чисельність населення на 31 грудня 2011 року становила 19 осіб.

## Географія
Поблизу населеного пункту проходить автошлях 17 (Кейла — Хаапсалу).

## Історія
До 27 жовтня 2013 року село входило до складу волості Ору.